# 布爾丹

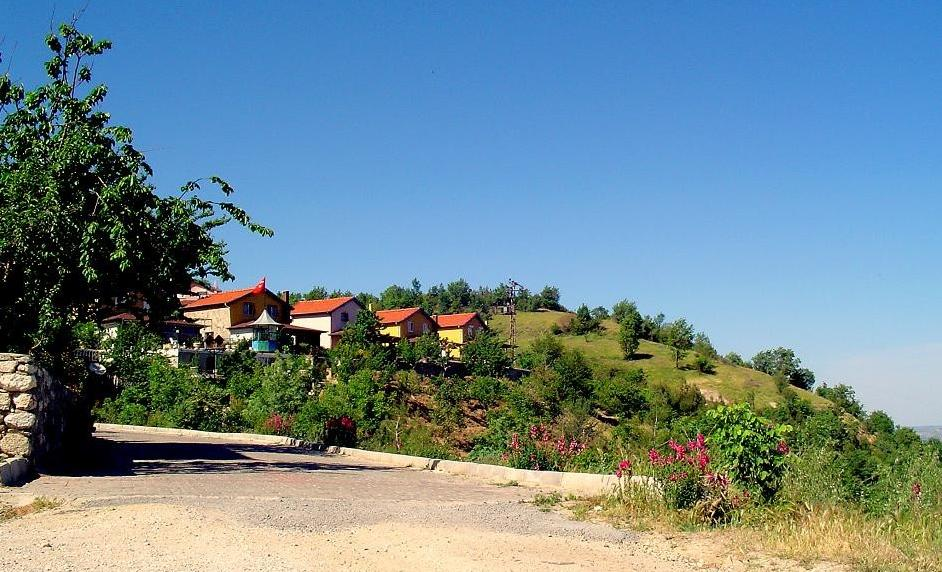

布爾丹是土耳其的城鎮，由代尼茲利省負責管轄，位於該國西南部，距離首府代尼茲利46公里，面積518平方公里，海拔高度690米，2010年人口27,092。